# Tratado de Paz e Amizade entre Argentina e Chile
O Tratado de Paz e Amizade (em castelhano:  Tratado de Paz y Amistad) foi um acordo assinado entre Argentina e Chile em 1984 que determinou "a solução completa e definitiva das questões a que ele se refere", por meio da fixação de limites territoriais entre as partes envolvidas, Argentina e Chile, na região geográfica  desde o estreito de Beagle, passando pelapassagem de Drake e se estendendo até o sul do cabo de Hornos. A assinatura do tratado no Vaticano, que foi mediada pelo Papa João Paulo II, formalizou o encerramento do Conflito de Beagle, razão pela qual Argentina e Chile quase entraram em guerra em dezembro de 1978.

## Cronologia
A cronologia de negociação até a ratificação do tratado é sintetizada abaixo:
- Em 18 de outubro de 1984, os negociadores (Marcelo Delpech representando a Argentina, e Ernesto Videla o Chile) deram início no Vaticano às reuniões para consolidação do texto acordado, e no dia seguinte tornaram público seu conteúdo.
- Em 25 de novembro de 1984, o texto do tratado foi aprovado pelo povo argentino num plebiscito de caráter consultivo, que é aprovado por 82% da população argentina.[1]
- Em 29 de novembro de 1984, Chile e Argentina assinam o Tratado de Paz e Amizade na Cidade do Vaticano, com representação dos Ministros de Relações Exteriores Dante Caputo (Argentina) e Jaime do Vale (Chile).
- Em 30 de dezembro de 1984, o tratado é sancionado pela Câmara de Deputados de Argentina.
- Em 14 de março de 1985, é sancionada a lei de aprovação pelo Senado da Nação Argentina.
- Em 26 de março de 1985, é promulgada  a lei de aprovação n.º 23.172 pelo vice-presidente argentino Víctor Martínez, em exercício do poder executivo.
- Em 11 de abril de 1985, a Junta Militar do Chile, em exercício do poder legislativo, aprova o tratado.
- Em 2 de maio de 1985,  os Ministros de Relações Exteriores ratificam o tratado na Cidade do Vaticano, com a presença do Papa João Paulo II.
- Em 6 de maio de 1985, Augusto Pinochet promulga o tratado no Chile.

Ainda que o tratado tenha sido assinado em 1984, sua ratificação ocorreu apenas em 1985. Os pontos firmados no tratado incluíram a delimitação territorial marítima, um mecanismo para a resolução de controvérsias, o estabelecimento de direitos de navegação precisos, regulamentação do estreito de Magalhães. Ainda, cada um destes pontos reafirmou os direitos de ambos países na exploração da Antártida e invoca os povos chilenos e argentinos a se comprometerem com um caminho de paz e cooperação.

## Preâmbulo
Em vista do histórico de acordos firmados entre Argentina e Chile, o preâmbulo do Tratado de Paz y Amistad cita como "precedente inabalável" o Tratado de 1881 e o Protocolo de 1893, bem como seus "instrumentos e declarações complementares", e em seguida trata do estabelecimento de limites para navegação marítima que considera "o termo existente da delimitação" a partir do estreito de Beagle. Ou seja, o acordo implicitamente considerou válida a delimitação traçada pelo laudo arbitral de 1977 e não tratou especificamente da soberania sobre as ilhas em disputa, traçando uma linha que as deixou do lado chileno, em vista de que se comprometeram a realizar uma transição pacífica. A Guerra das Malvinas e o fim da ditadura argentina facilitaram as negociações do tratado.

## A delimitação marítima
| Ponto | Latitude | Longitude |
| ----- | -------- | --------- |
| A     | 55°07',3 | 66°25',0  |
| B     | 55°11',0 | 66°04',7  |
| C     | 55°22',9 | 65°43',6  |
| D     | 56°22',8 | 65°43',6  |
| E     | 56°22',8 | 67°16',0  |
| F     | 58°21',1 | 67°16',0  |

O tratado traça uma que parte do extremo sul do estreito de Beagle, a parte oeste do mar se deu ao Chile, e a parte leste à Argentina. Os países concordaram em partir das linhas retas estabelecidas previamente como base, que delimitam com precisão o que a cada país considera como a costa das ilhas e que determinam suas águas jurisdicionais.

## Os direitos de navegação
Chile concedeu direitos de navegação através de águas interiores chilenas a barcos de todas as bandeiras entre os portos argentinos no estreito de Beagle e no estreito de Magalhães. A passagem é definida por uma via que é detalhada no tratado, passando por: canal Magdalena, canal Cockburn, canal Brecknock ou canal Ocasião, canal Ballenero, canal Ou'Brien, passo Timbales, e do noroeste do canal Beagle até sua parte mais meridional. Os limites de navegação foram fixados com uma equivalência para ambas as partes, que exigiam à praticagem dos navios que solicitassem a travessia com 48 horas antes de fazê-la.

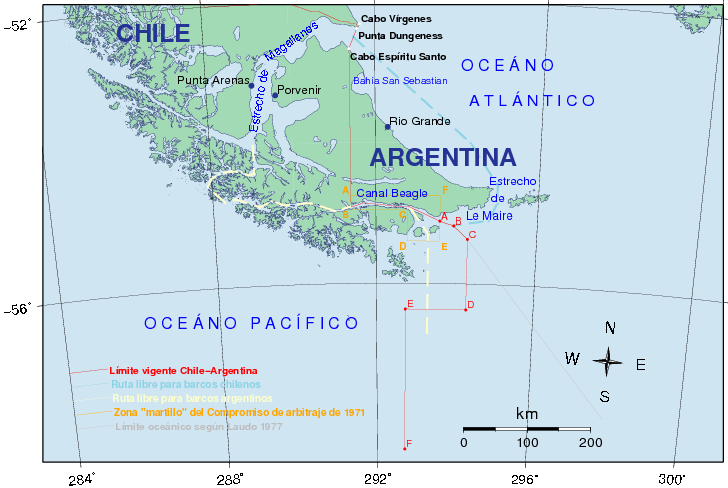
O mapa traz os pontos de fronteira marítima (A, B, C, D, E, F) e os limites marítimos outorgados pelo Tratado de Paz de 1984, bem como os do laudo arbitral de 1971

A Argentina outorgou ao Chile direitos de navegação pelo estreito de Lhe Maire; enquanto o Chile outorgou à Argentina direitos de navegação da Antártida até a zona económica exclusiva da Argentina por uma via detalhada no tratado. Essas rotas marítimas não foram impostas regras de praticagem ou aviso prévio.

## Acordo para a resolução pacífica de controvérsias

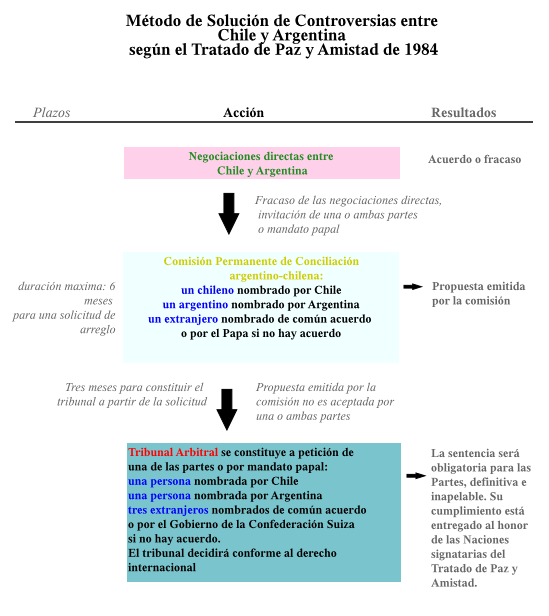
Esquema do mecanismo de solução de controvérsias do Tratado de Paz y Amistad

Ainda, o tratado inclui um marco detalhado de acordos para firmar mecanismos voltados à solução pacífica de controvérsias entre os dois países, com a Santa Sé servindo de mediadora. Foi instituída uma "Comissão Permanente de Conciliação" e, caso fosse necessário, um "tribunal arbitral", onde sentenças seriam obrigatórias, poderia ser convocado pelas nações signatárias.

## O estreito de Magalhães
O estreito de Magalhães era, desde o Tratado de Limites de 1881, uma zona desmilitarizada e aberta a todos os países do mundo. Nesse sentido, o Tratado de Paz y Amistad inovou ao acrescentar novas obrigações por parte da Argentina, que se comprometeu a:
[...] manter, a qualquer tempo e sob quaisquer circunstâncias, o direito dos navios de todas as bandeiras de navegar com celeridade e sem obstáculos nas suas águas legais de e para o estreito de Magalhães.
Com o reconhecimento das linhas de base chilenas, nas quais aparecem os canais Abra, Barbara, Madalena e Cockburn como inseridos no mar interior chileno, a Argentina reconheceu que o estreito de Magalhães não possuía um delta em seu extremo oeste.
De acordo com a tese defendida pelo almirante argentino Segundo Storni, a Argentina devia participar na regulação da navegação pelo estreito de Magalhães no ponto de interseção entre a ponta Dungeness, o cabo Vírgenes e o cabo do Espírito Santo, pois Storni defendia que por ser ribeirinha deste a Argentina era proprietária do extremo leste do estreito. Esta tese foi postulada posteriormente como um posicionamento oficial do Ministério de Relações Exteriores da Argentina, mas tal visão foi descartada pelo artigo 10 do tratado, que limitou as soberanias marítimas de Chile e Argentina no estreito de Magalhães, tanto na parte leste como oeste, a partir de uma linha reta que partia da ponta Dugness (Chile) e do cabo do Espírito Santo (Argentina).